# Cherokee (Iowa)
Cherokee és una població dels Estats Units a l'estat d'Iowa. Segons el cens del 2000 tenia 5.369 habitants.

## Demografia
Segons el cens del 2000, Cherokee tenia 5.369 habitants, 2.362 habitatges, i 1.393 famílies. La densitat de població era de 323,4 habitants per km².
Dels 2.362 habitatges en un 25,9% hi vivien nens de menys de 18 anys, en un 47,3% hi vivien parelles casades, en un 8,6% dones solteres, i en un 41% no eren unitats familiars. En el 37,3% dels habitatges hi vivien persones soles el 19% de les quals corresponia a persones de 65 anys o més que vivien soles. El nombre mitjà de persones vivint en cada habitatge era de 2,16 i el nombre mitjà de persones que vivien en cada família era de 2,82.
Per edats la població es repartia de la següent manera: un 23,2% tenia menys de 18 anys, un 7,2% entre 18 i 24, un 22,9% entre 25 i 44, un 24,9% de 45 a 60 i un 21,9% 65 anys o més.
L'edat mediana era de 43 anys. Per cada 100 dones de 18 o més anys hi havia 85,4 homes.
La renda mediana per habitatge era de 31.240 $ i la renda mediana per família de 42.333 $. Els homes tenien una renda mediana de 28.350 $ mentre que les dones 21.333 $. La renda per capita de la població era de 17.846 $. Entorn del 5% de les famílies i el 7% de la població estaven per davall del llindar de pobresa.

## Poblacions més properes
El següent diagrama mostra les poblacions més properes.